# Claude Poullart des Places
Claude Poullart des Places, né à Rennes le 26 février 1679 et décédé le 2 octobre 1709 à Paris, est un religieux catholique français connu pour avoir fondé la Congrégation du Saint-Esprit avec quelques compagnons. La congrégation s'unira en 1848 avec la Société du Saint-Cœur de Marie fondée par François Libermann. Son procès en béatification est en cours.

## Biographie
Né dans une famille rennaise en vue, Claude Poullart reçoit une solide formation au collège Saint-Thomas de Rennes. Il fait ensuite le droit à Nantes (1698-1700). Revenu chez lui, le travail aux affaires de son père ne le satisfait pas. Il fait une retraite spirituelle durant laquelle il décide de se consacrer à Dieu. Il entre au collège Louis-le-Grand, à Paris, comme candidat au sacerdoce (1701). 

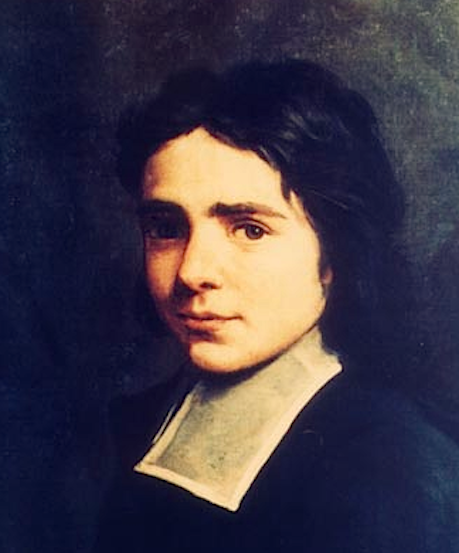
Claude Poullart dans ses jeunes années.

Le premier trimestre d’études est une période de conversion. Tout change. Pierre Thomas, un camarade d’études, témoigne : « On le vit tout d’un coup, au milieu de ce collège si nombreux et où il était bien connu, quitter tout l’éclat et les manières du siècle pour se revêtir de l’habit et de la simplicité des ecclésiastiques les plus réformés. (...) On l’a vu souvent au milieu des rues de Paris, accompagné de quelques-uns de ces pauvres écoliers, la plupart mal habillés, avec lesquels il paraissait s’entretenir comme avec ses égaux ».
Il rejoint et anime un groupe de prières parmi les séminaristes, qui s’appelle l'Assemblée des Amis (AA). Le groupe est fervent et apostoliquement actif : visite de malades, catéchisme aux jeunes immigrés (c’est-à-dire les ramoneurs savoyards). Il s’intéresse particulièrement aux pauvres écoliers qui sont bloqués dans leur vocation par manque d’argent. Il décide de vivre avec eux les accompagnant dans leurs études. 
Convié par son ami Louis-Marie Grignion de Montfort à le rejoindre dans son œuvre missionnaire, il décline l’invitation. Il a trouvé sa voie au milieu des pauvres écoliers qui se préparent au sacerdoce. Ils sont douze le jour où ils se consacrent au Saint-Esprit et à Marie (27 mai 1703), fête de la Pentecôte, en l’église Saint-Étienne-des-Grès (Paris). Cette cérémonie est considérée comme le moment de fondation de la Congrégation du Saint-Esprit.

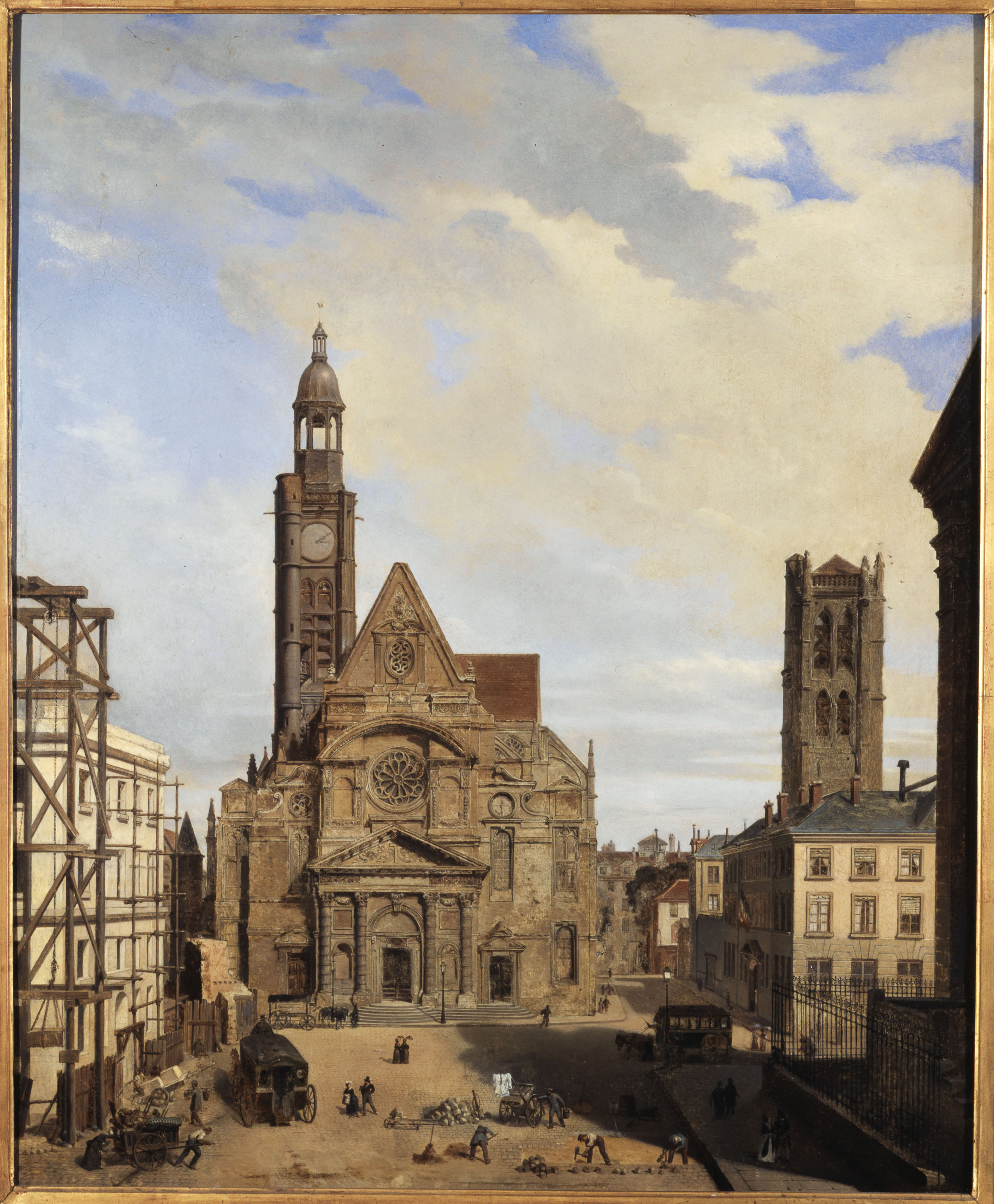
L'Église Saint-Étienne-du-Mont, Charles Désiré Claude Maillot (v. 1873), musée Carnavalet. Le petit cimetière était sur la gauche de l'église.

En 1704, il passe par une crise spirituelle : obscurité de l’âme, dégoût pour la prière, doute sur son projet apostolique. De plus l’Assemblée des amis de Louis-le-Grand où il s’était investi beaucoup est dissoute pour cause de dissensions internes. Il fait une retraite spirituelle qui lui permet, en 1705, un nouveau départ. 
Le nombre de jeunes candidats au sacerdoce augmente autour de lui. Il lui faut une équipe formatrice. Des collaborateurs se joignent à lui : Jacques-Hyacinthe Garnier, Jean Le Roy et Michel-Vincent Le Barbier. Ce sont en fait les premiers Messieurs du Saint-Esprit. Il lui faut également un lieu plus adapté à une discipline de vie et de formation. Les cinquante jeunes déménagent et s’installent rue Neuve-Saint-Étienne-du-Mont (actuelle rue Tournefort) où il y a locaux et jardin. C’est là qu’il vit de 1707 à 1709.
Claude Poullart des Places est ordonné prêtre en décembre 1707. L’année 1709 est éprouvante. L’hiver est très dur à Paris. Poullart, se privant pour venir en aide à ceux qui sont dans le besoin, est victime de pleurésie. Il meurt le 2 octobre. Il a à peine 30 ans et est enterré, à sa demande, dans la fosse commune du petit cimetière de Saint-Étienne-du-Mont, avec les pauvres et les indigents de Paris.

## Béatification
Son procès en béatification a été ouvert par l'Église catholique en 1989 au niveau diocésain. 
En 2008 le procès diocésain a été validé par la Congrégation pour la cause des Saints. La cause est encore étudiée à Rome fin 2020 par les autorités ecclésiastiques.

### Articles liés
- Congrégation du Saint-Esprit
- Société du Saint-Cœur de Marie
- Congrégation mariale